# Коста Конкордија
МС Коста Конкордија (итал. Costa Concordia) био је италијански крузер направљен 2005. године. У ноћи, са 12. на 13. јануар 2012. године, насукао се на копно и једним дијелом потонуо. Крузер је био дугачак 290,20 метара и широк 35,50 метара. Могао је да прими 3.780 путника и 1.100 чланова посаде. Достизао је просечне брзине до 36 км/час, односно максималне до 43 км/час. Био је највећи брод у својој класи. Дана 16. септембра 2013. године покренуто је усправљање потонулог крузера. 
У овом бродолому нестала је и серија од 36 графика Тридесет шест погледа на планину Фуџи јапанског сликара и графичара Кацушике Хокусаја, настала у периоду 1830-1832. године.